# Bandera de la Unión Africana

La actual bandera de la Unión Africana, vigente desde 2010.

La actual bandera de la Unión Africana fue aprobada en su 14.ª sesión ordinaria de la Asamblea de Jefes de Estado y de Gobierno, que tuvo lugar en Addis Abeba (Etiopía) el 31 de enero de 2010.
Durante la VIII Cumbre de la Unión Africana que tuvo lugar en Addis Abeba el 29 y 30 de enero de 2007, los jefes de Estado y de Gobierno decidieron poner en marcha un concurso para la selección de una nueva bandera de la Unión. Se prescribe un fondo verde de la bandera simbolizando la esperanza de África y las estrellas para representar a los Estados miembros.
De conformidad con esta decisión, la Comisión de la Unión Africana (AUC) organizó un concurso para la selección de una nueva bandera de la Unión Africana. La AUC ha recibido un total de 106 entradas propuestas por los ciudadanos de 19 países africanos y 2 de la diáspora. Las propuestas fueron examinadas por un panel de expertos establecido por la Comisión de la Unión y seleccionadas de las cinco regiones de África para la preselección de acuerdo a las principales direcciones dadas por los jefes de Estado y de Gobierno.
Contiene un fondo verde, simbolizando la esperanza de África, y 53 estrellas de oro para representar a los Estados miembros.

## Bandera de la Organización para la Unidad Africana (OUA)

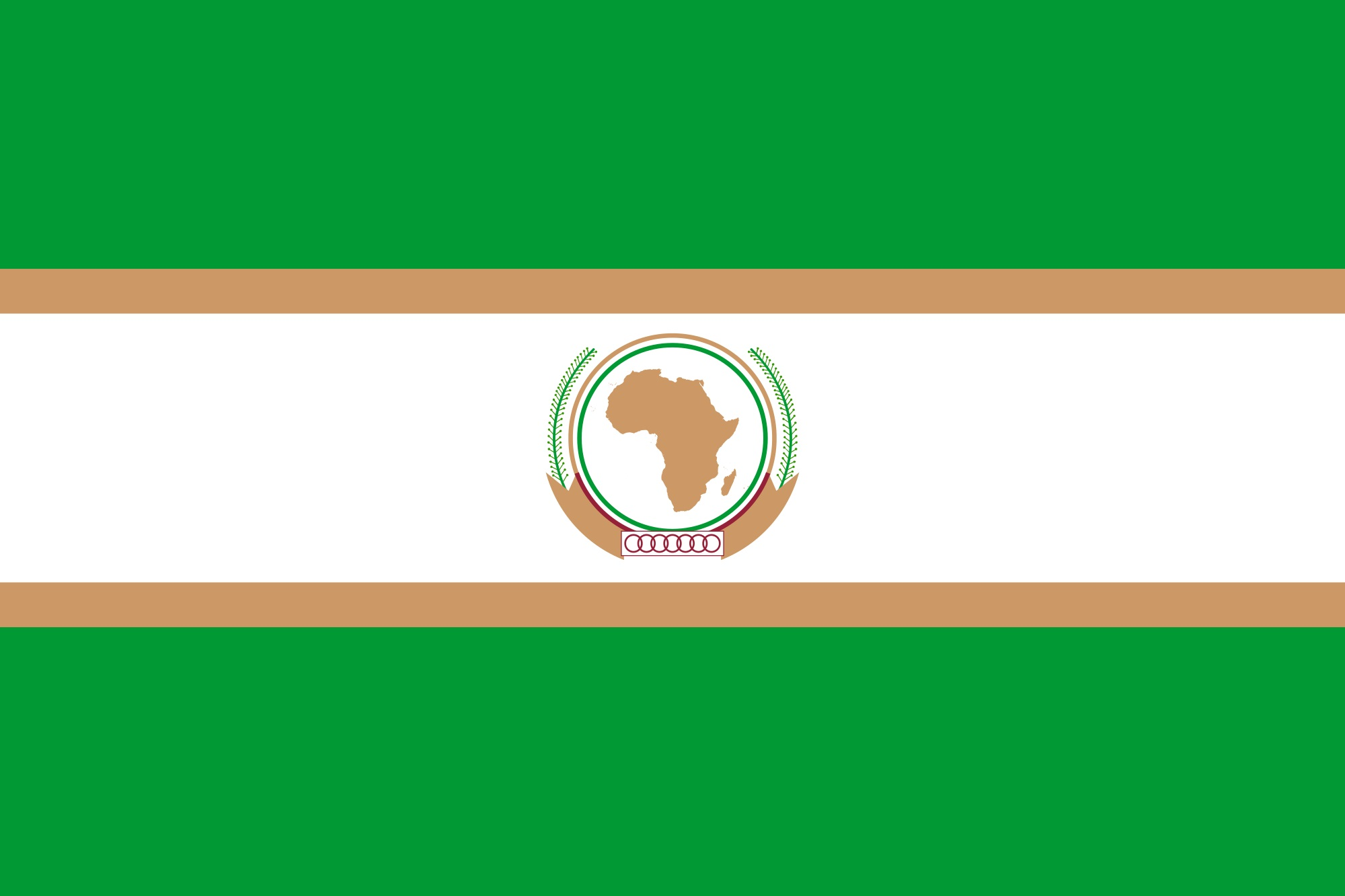
Diseño anterior, vigente entre 1970 y 2010.

La antigua bandera de la Unión Africana estaba compuesta por tres franjas horizontales del mismo tamaño: las exteriores eran de color verde y la central era blanca con sus bordes horizontales dorados.
En el centro de la franja blanca figuraba el emblema de la Unión Africana, que está formado por dos círculos, un mapa dorado del continente, dos ramas de palmera de color verde y una cinta dorada en su parte inferior.
Esta bandera fue adoptada en 1970 por la antecesora de la Unión Africana, la Organización para la Unidad Africana (OUA). Fue usada por la Unión Africana hasta 2010, cuando se adoptó la actual bandera.

## Simbolismo
- El color verde simboliza la esperanza y las aspiraciones por alcanzar la unidad del continente africano.
- El color blanco representa la pureza del deseo de África de contar con amigos sinceros por todo el Mundo.
- El color dorado simboliza la riqueza del continente y el deseo de un futuro brillante.